# 高橋賢行
高橋 賢行（たかはし まさゆき、1982年6月7日 - ）は、日本の元男子バレーボール選手。岩手県滝沢村（現・滝沢市）出身。ポジションはオポジット。Vチャレンジリーグの東京ヴェルディバレーボールチームに所属していた。

## 所属チーム
- 滝沢中
- 盛岡南高等学校
- 東海大学
- FC東京バレーボールチーム（2005-2006年）
- トロッター（2007-2009年）
- ミデルファルト（2009年）
- つくばユナイテッドSun GAIA（2010年）
- 東京ヴェルディバレーボールチーム（2011-2013年）

## 受賞歴
- 2005年 - 第7回V1リーグ 殊勲賞[2]
- 2008年 - 2007-2008 アイスランドリーグ MVP、ベストスコアラー、ベストオフェンス(スパイク賞)、ベストブロック
- 2009年 - 2008-2009 アイスランドリーグ MVP